# Rhynchoppia azaisi
Rhynchoppia azaisi är en kvalsterart som beskrevs av J. och P. Balogh 1983. Rhynchoppia azaisi ingår i släktet Rhynchoppia och familjen Suctobelbidae. Inga underarter finns listade i Catalogue of Life.